# Ugo Bigod, III conte di Norfolk

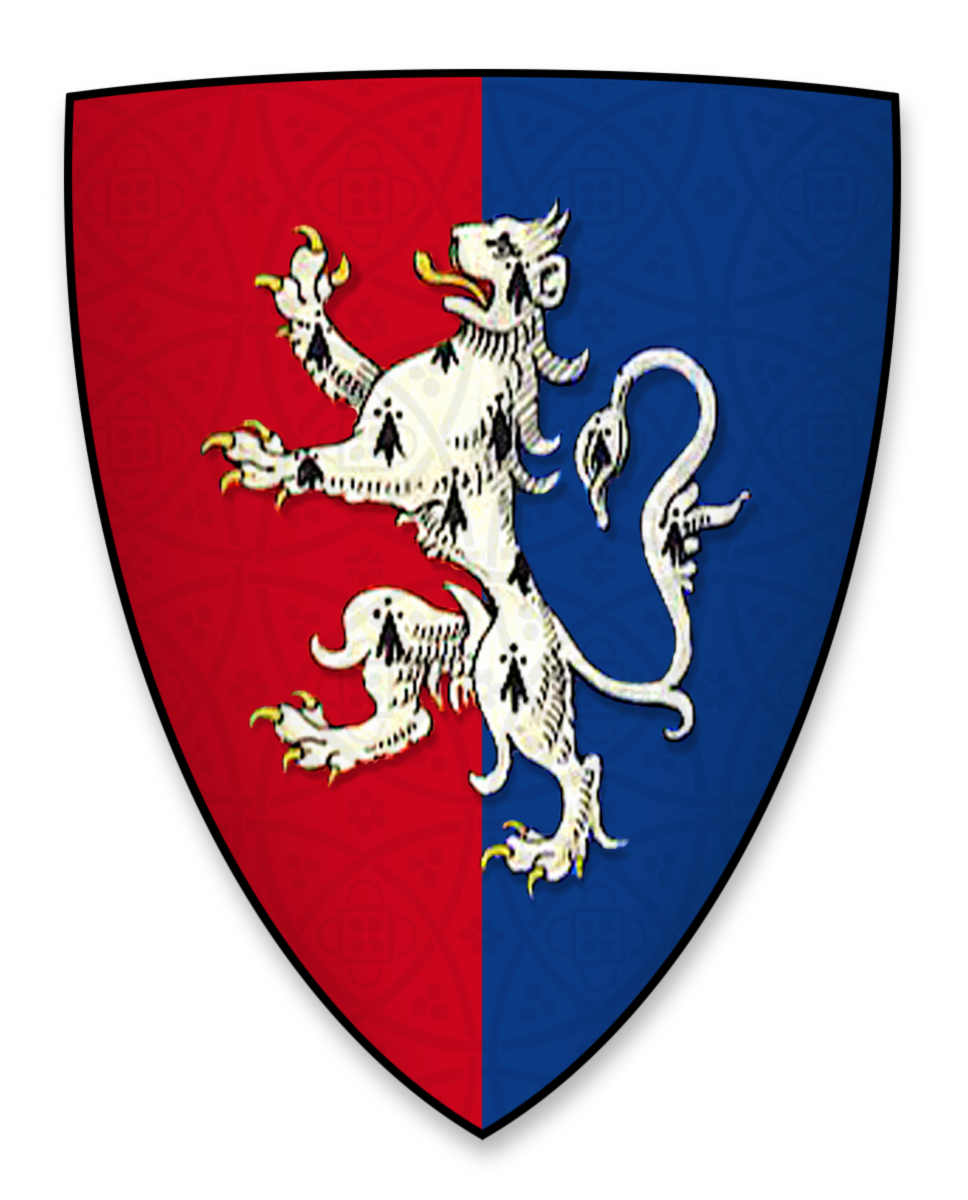

Ugo Bigod, III conte di Norfolk (1182 circa – 1225), è stato un politico britannico.

## Biografia
Ugo Bigod era il maggiore dei figli di Roger Bigod, II conte di Norfolk; per un breve periodo fu III conte di Norfolk.
Nel 1215 fu uno dei 25 garanti della Magna Carta emanata dal re d'Inghilterra Giovanni Senza Terra. Ereditò i beni del padre compreso il castello di Framlingham nel 1221, morì nel 1225.
Alla fine del 1206 o agli inizi del 1207, sposò Matilde Marshal, figlia di Guglielmo il Maresciallo, I conte di Pembroke.
Guglielmo il Maresciallo fu nell'Inghilterra degli inizi del XIII secolo un personaggio leggendario e potentissimo: reggente del regno dopo la morte di Giovanni Senza Terra, durante la minorità di Enrico III d'Inghilterra.
Dalla unione di Ugo e Maud nacquero:
- Roger Bigod, IV conte di Norfolk, (α c. 1209, ω??)
- Ugo Bigod II, Gran Giustiziere d'Inghilterra
- Isabella Bigod
- Ralph Bigod

Subito dopo la morte del marito Maud sposò Guglielmo di Warenne, VI conte del Surrey